# Pedicularis refracta
Pedicularis refracta är en snyltrotsväxtart som först beskrevs av Carl Maximowicz, och fick sitt nu gällande namn av Carl Maximowicz. Pedicularis refracta ingår i släktet spiror, och familjen snyltrotsväxter. Utöver nominatformen finns också underarten P. r. albiflora.